# Werner Ballhausen
Werner Ballhausen (* 11. August 1947 in Werden, Essen) ist ein deutscher Verwaltungsjurist. Er war von 1994 bis 2002 als Staatssekretär der Bevollmächtigte des Landes Sachsen-Anhalt beim Bund. 

## Leben
Ballhausen legte die Reifeprüfung am staatlichen Burggymnasium in Essen am 9. Mai 1968 ab. Anschließend studierte er von 1968 bis 1972 Rechtswissenschaften in Tübingen und Bonn. Er legte die erste juristische Staatsprüfung am 5. Juni 1973 in Bonn ab. Anschließend war er von 1974 bis 1976 wissenschaftliche Hilfskraft beim Strafrechtlichen Institut der Universität Bonn und legte am 26. Februar 1976 die zweite juristische Staatsprüfung in Düsseldorf ab.
Ballhausen trat am 2. August 1976 in den Höheren nichttechnischen Verwaltungsdienst des Landes Nordrhein-Westfalen ein und war seitdem in verschiedenen Bereichen der Verwaltung tätig. Von 1989 bis 1991 arbeitete er als Referent im Arbeitskreis „Rechtswesen“ der SPD-Bundestagsfraktion. Er wechselte 1991 als Mitarbeiter in die Landesvertretung des Landes Brandenburg beim Bund.
Im Jahr 1994 wurde er zum Staatssekretär ernannt und Bevollmächtigter des Landes Sachsen-Anhalt beim Bund. Er übte das Amt bis 2002 aus und war vom 19. August 1996 bis zum 31. März 1997 zusätzlich kommissarischer Staatssekretär im Ministerium der Justiz des Landes Sachsen-Anhalt. Von 1999 bis 2002 vertrat er das Land Sachsen-Anhalt außerdem in Europaangelegenheiten und war Mitglied im Europäischen Ausschuss der Regionen. Sein Nachfolger wurde Staatssekretär Michael Schneider.
Am 1. Juli 2002 wurde er der Geschäftsführer der Bundesarbeitsgemeinschaft der Freien Wohlfahrtspflege. Im Jahr 2015 wurde er zum Vorstandsvorsitzenden der Bürgerstiftung Bonn gewählt.
Ballhausen heiratete 1972 und bekam drei Kinder. Er trat in die SPD ein.

## Publikationen
- Ballhausen, Werner: „Die Schlimmen Folgen des Rückgabeprinzips“ in Kritische Justiz, vol. 27, no. 2, 1994, pp. 214–217.